# Torneo de Gstaad 2017
El Swiss Open Gstaad 2017 fue un torneo de tenis. Perteneció al ATP Tour 2017 en la categoría ATP World Tour 250. El torneo se jugó en la ciudad de Gstaad, Suiza, desde el 24 hasta el 30 de julio de 2017 sobre tierra batida.

## Distribución de puntos
| Modalidad            | Campeón | Finalista | Semifinales | Cuartos de final | 2ª ronda | 1ª ronda | Clasificados | 2ª ronda de clasificación | 1ª ronda de clasificación |
| Individual masculino | 250     | 165       | 100         | 50               | 25       | 0        | 13           | 7                         | 0                         |
| Dobles masculino     | 250     | 150       | 90          | 45               | 20       | 0        | -            | -                         | -                         |

## Cabezas de serie

### Individuales masculino
| Tenista          | Ranking | Preclasificado |
| David Goffin     | 14      | 1              |
| Roberto Bautista | 19      | 2              |
| Feliciano López  | 26      | 3              |
| Fabio Fognini    | 27      | 4              |
| Paolo Lorenzi    | 34      | 5              |
| Robin Haase      | 42      | 6              |
| Dušan Lajović    | 61      | 7              |
| João Sousa       | 63      | 8              |

- Ranking del 17 de julio de 2017.

### Dobles masculino
| Tenista                          | Ranking | Preclasificados |
| Marcus Daniell Marcelo Demoliner | 96      | 1               |
| Oliver Marach Philipp Oswald     | 98      | 2               |
| Roman Jebavý Matwé Middelkoop    | 120     | 3               |
| Jonathan Eysseric Franko Škugor  | 128     | 4               |

## Campeones

### Individual masculino
Fabio Fognini venció a  Yannick Hanfmann por 6-4, 7-5

### Dobles masculino
Oliver Marach /  Philipp Oswald vencieron a  Jonathan Eysseric /  Franko Škugor por 6-3, 4-6, [10-8]